# 스카이랩 3호
스카이랩 3호(영어: Skylab 3, SL-3, 또는 SLM-2)는 스카이랩 우주 정거장에 체류한 2번째 유인 우주선이다. 새턴 IB 로켓으로 1973년 7월 28일에 발사되어 약 2개월 동안 스카이랩에 체류하며 여러 가지 과학 실험을 진행했다.

## 승무원
- 앨런 빈 - 선장
- 잭 루스마 - 조종사
- 오웬 개리엇 - 과학 조종사

### 백업 승무원
- 밴스 브랜드 - 선장
- 돈 린드 - 조종사
- 윌리엄 레노이르 - 과학 조종사

### 지원 승무원
- 로버트 크리펜
- 리처드 트룰리
- 헨리 핫츠필드 Jr
- 윌리엄 손튼

## 미션 통계
- 도킹 - 1973년 7월 28일 19:37:00 UTC
- 언도킹 - 1973년 9월 25일 11:16:42 UTC
- 도킹 시간 - 58일 15시간 39분 42초

### 우주 유영
- 개리엇, 루스마 - EVA 1
- EVA 1 시작 - 1973년 8월 6일 17:30 UTC
- EVA 1 종료 - 1973년 8월 7일 00:01 UTC
- EVA 시간 - 6시간 31분

- 개리엇, 루스마 - EVA 2
- EVA 2 시작 - 1973년 8월 24일 16:24 UTC
- EVA 2 종료 - 1973년 8월 24일 20:55 UTC
- EVA 시간 - 4시간 31분

- 빈, 개리엇 - EVA 3
- EVA 3 시작 - 1973년 9월 22일 11:18 UTC
- EVA 3 종료 - 1973년 9월 22일 13:59 UTC
- EVA 시간 - 2시간 41분

## 미션 진행
스카이랩으로 접근하던 도중, 작은 문제가 우주선에서 발생했지만 결국 문제를 해결하고, 예비 임무인 스카이랩 구조 임무는 발사되지 않았고 승무원들은 안전하게 스카이랩으로 도킹할 수 있었다. 스카이랩 3호의 승무원들은 체류 기간 동안 3차례의 우주 유영과 여러 가지 과학 실험을 진행하고 성공적으로 귀환했다.

## 갤러리

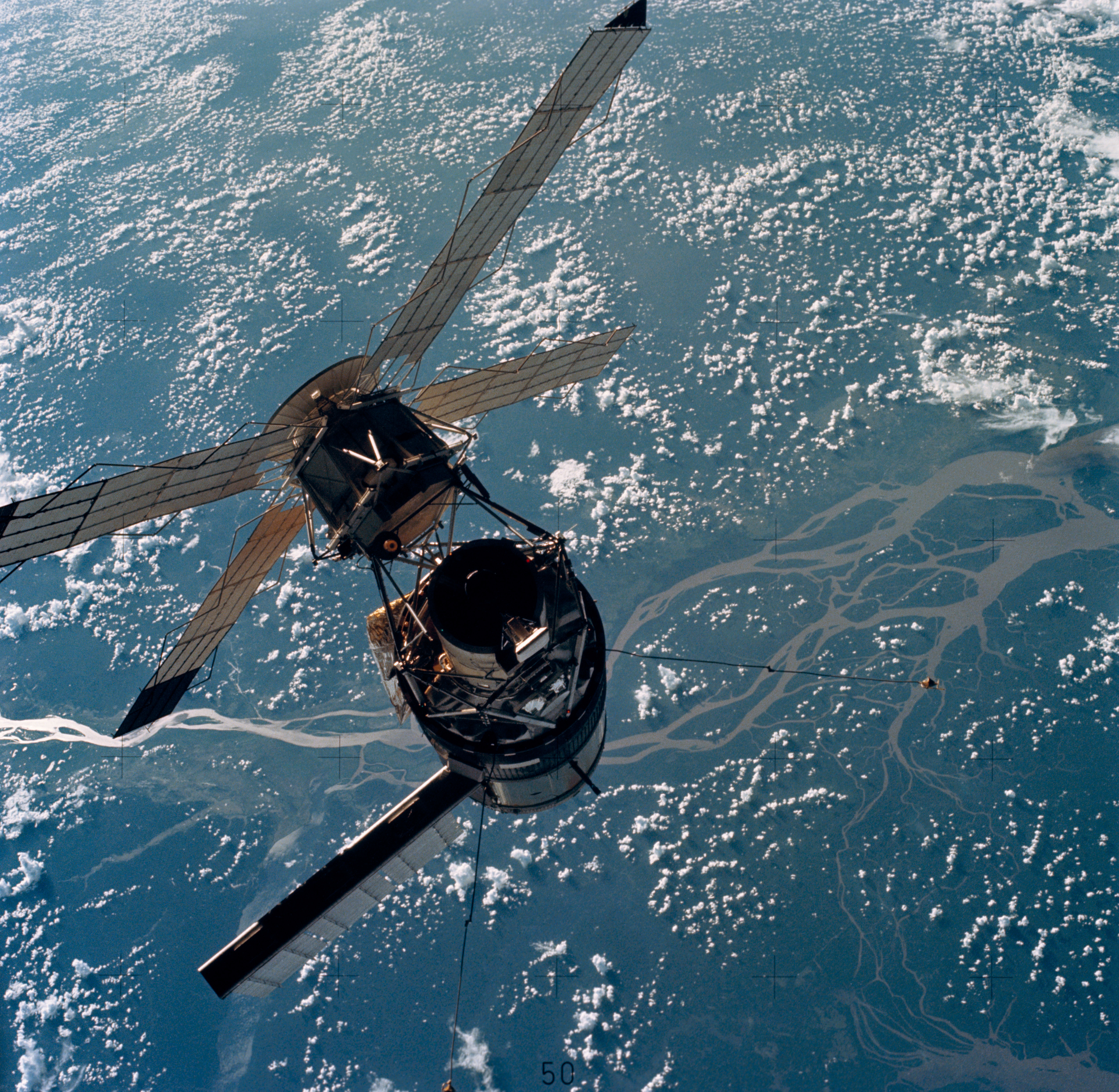
스카이랩 3호에서 바라본 스카이랩
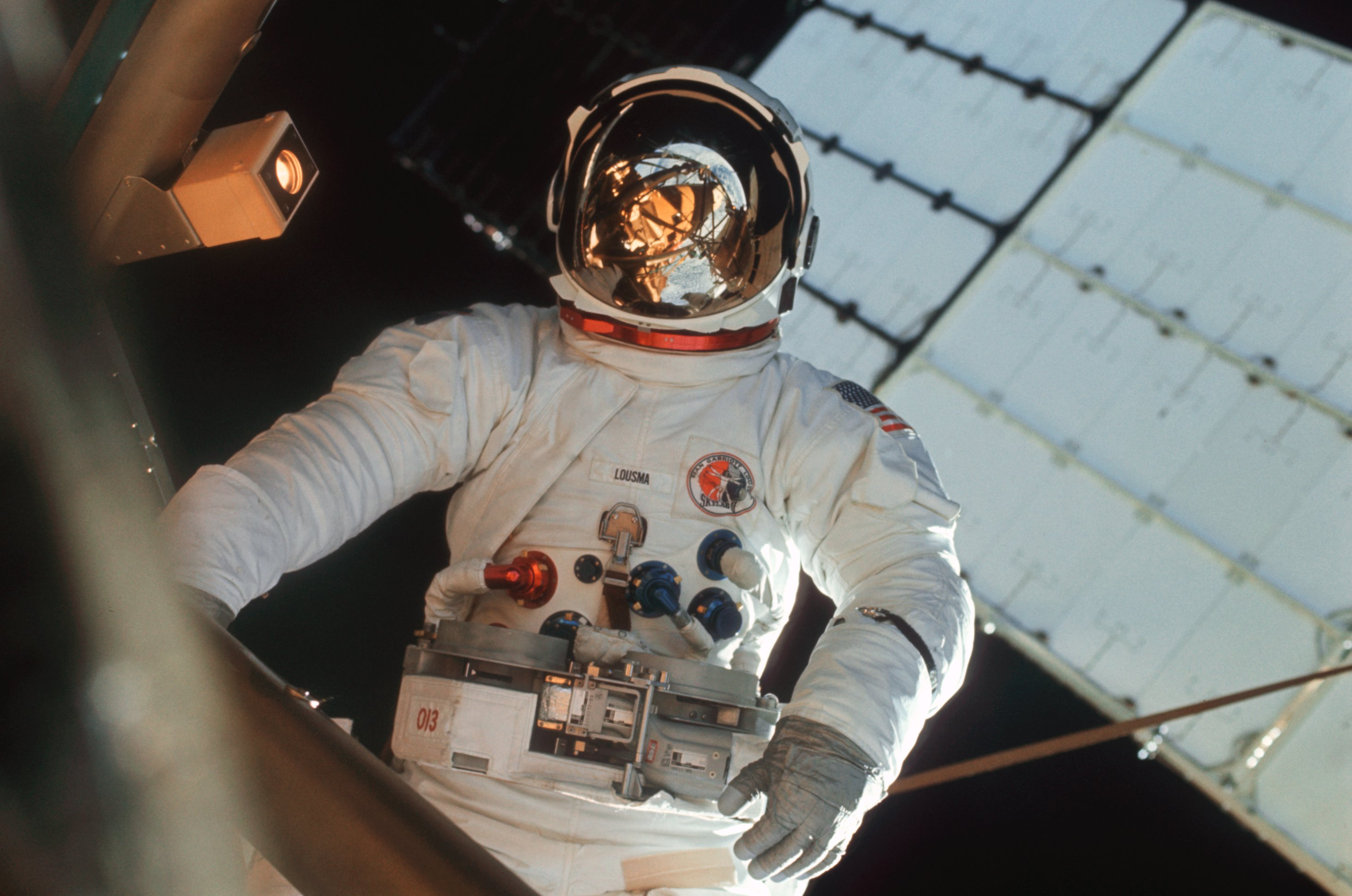
우주선 유영 중인 잭 루스마
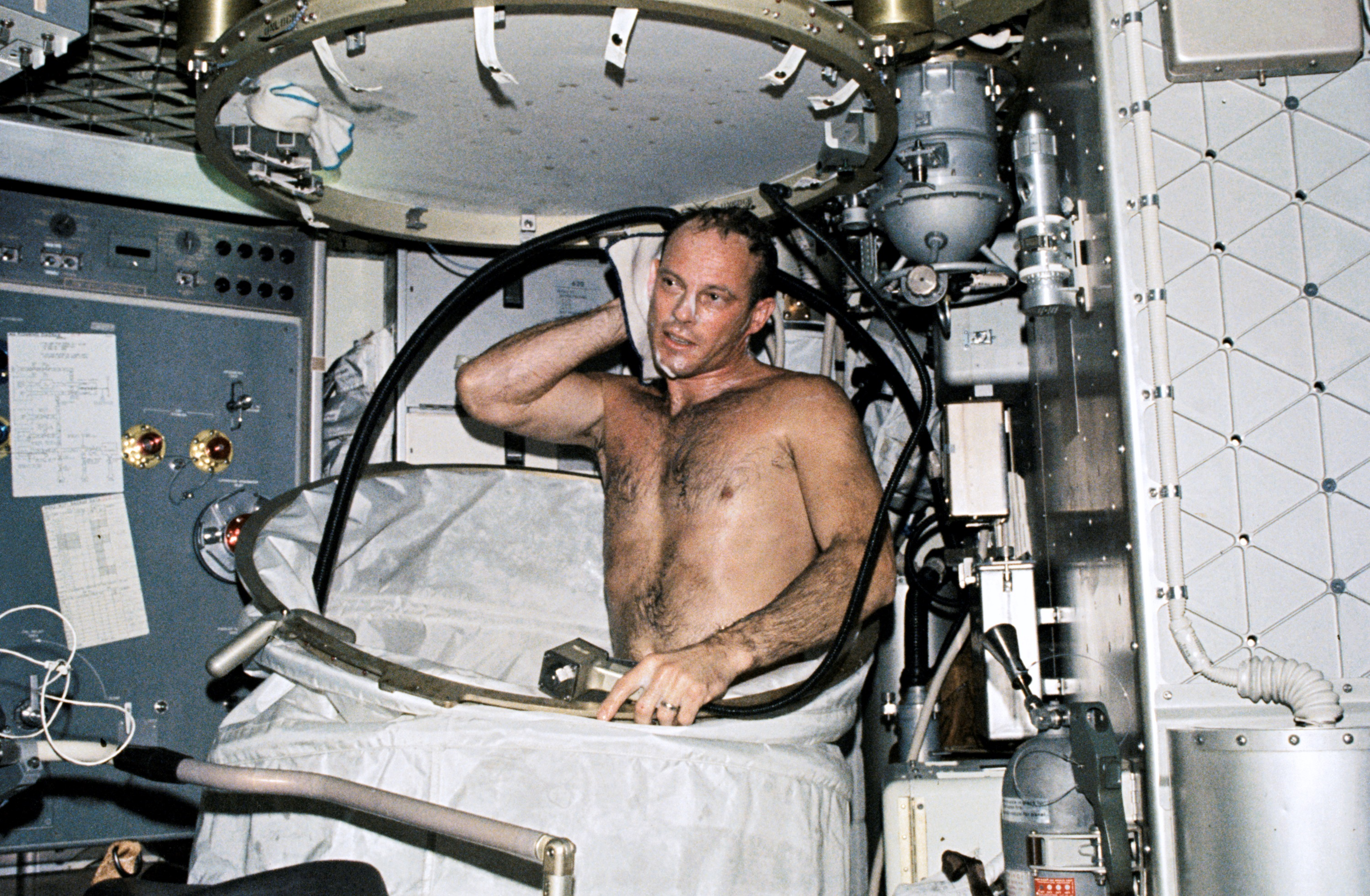
스카이랩에서 샤워를 하고 있는 잭 루스마
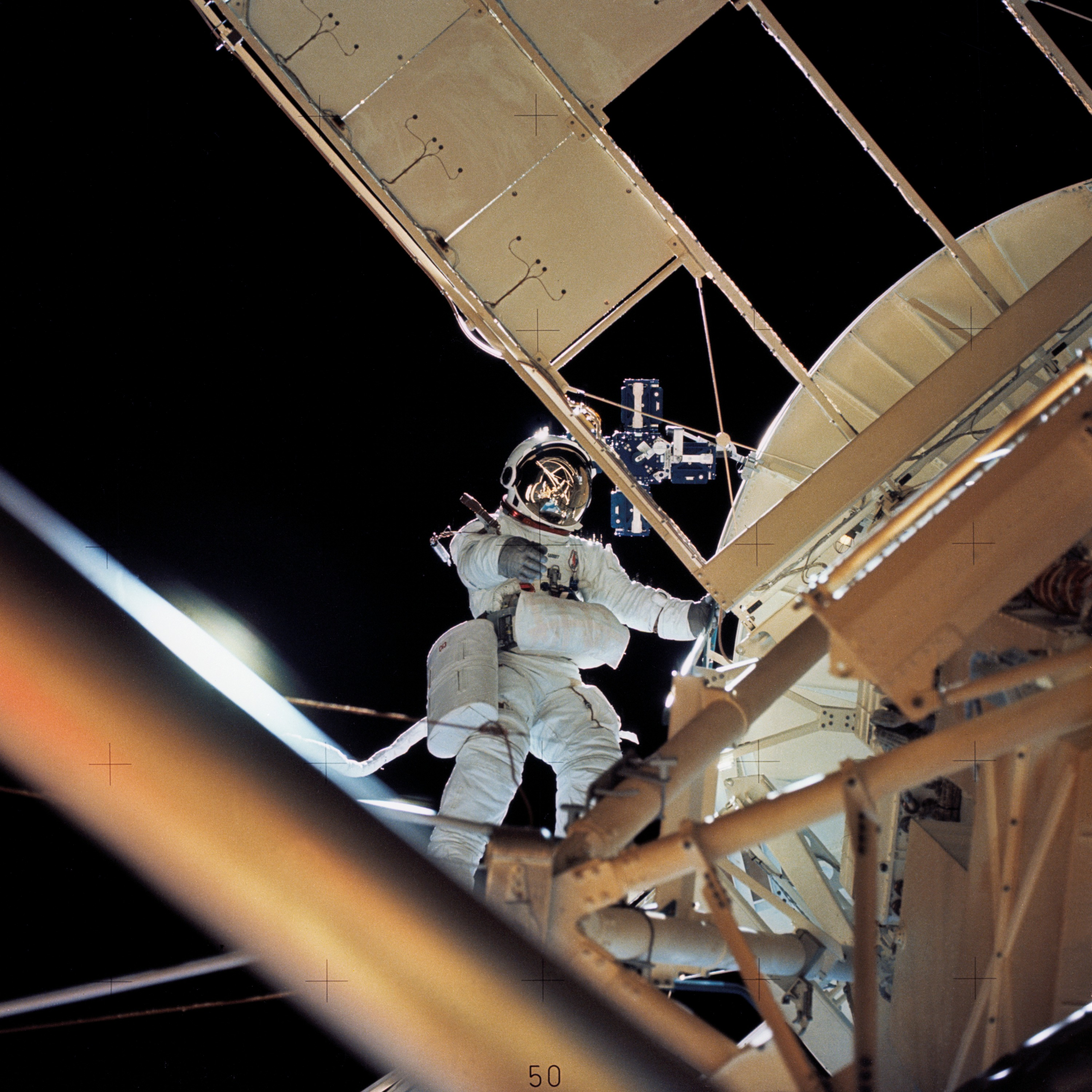
우주선 유영 중인 오웬 개리엇